# Lullingstone Castle
Lullingstone Castle er en historisk herregård ved landsbyen Lullingstone i sognet Eynsford, Kent England. den blev grundlagt i 1497.
Den har været beboet af medlemmer af Hart Dyke-familien i 20 generationer, og den nuværende ejer er Tom Hart Dyke.
Det er en listed building af anden grad.